# Robert de Vries
Robert de Vries (Amsterdam, 5 aprile 1943 – 30 marzo 2018) è stato un calciatore olandese.

## Carriera
Inizia la carriera nel Blauw-Wit Amsterdam, società con ottiene il terzo posto nella Eredivisie 1961-1962 ma con cui retrocede in cadetteria olandese al termine della stagione 1963-1964.
La stagione seguente passa al Telstar, società in cui militerà sino al 1967. Nelle tre stagioni disputate con la maglia del Telstar, tutte in Eredivisie, De Vries otterrà con la sua squadra come miglior piazzamento il decimo posto nella Eredivisie 1964-1965.
Nel 1967 passa agli statunitensi del Pittsburgh Phantoms, società militante nella NPSL. Con i Phantoms si piazza al sesto ed ultimo posto della Eastern Division.